# Polo aux Jeux olympiques de 1900
Navigation
Édition suivante

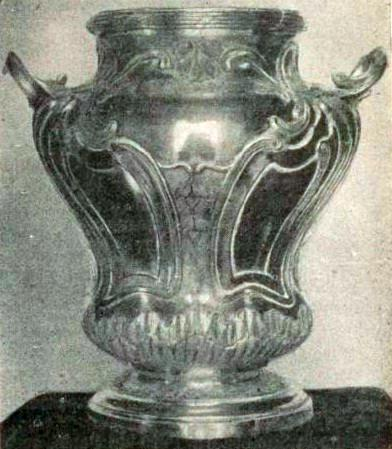
La Coupe en argent massif de la maison Ytasse et Fourneret, remise aux vainqueurs du tournoi de Polo (valeur 2000 fr.).

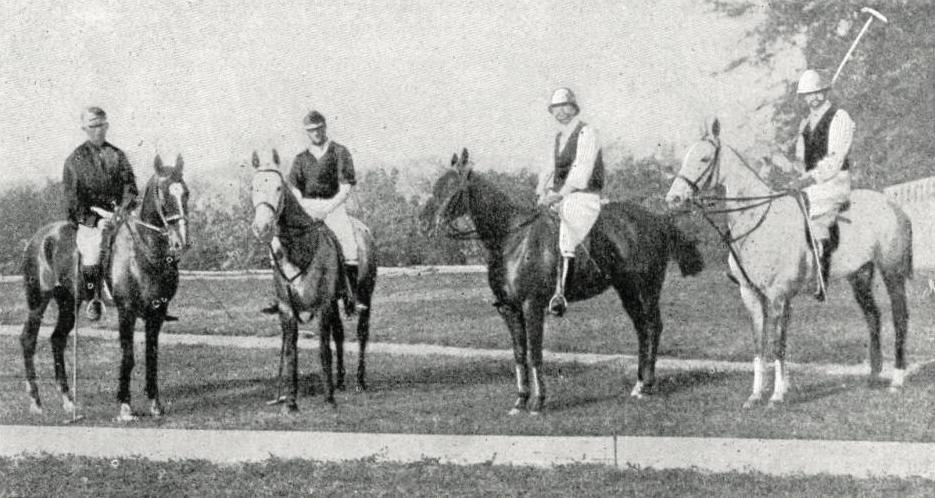
Le Bagatelle Polo Club de Paris, médaille de bronze (G. à D. Ed. de Rothschild, F.-A. Gill, Foxball-Keene, et R. Duval).

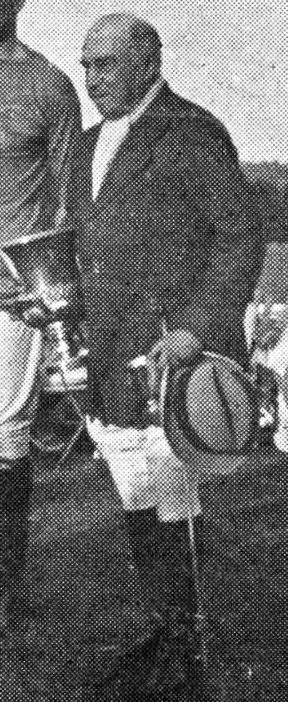
Le comte Jean de Madre, vice-champion olympique de Polo (ici en 1933).

Le tournoi olympique de Polo aux Jeux de 1900 à Paris (Grand Prix international de l'Exposition) s'est tenu du 28 mai au 2 juin 1900 sur le terrain de Polo de Bagatelle. Ce fut la première apparition de cette discipline à l'occasion de Jeux olympiques. L'équipe vainqueur reçoit une coupe d'une valeur de 2 000 francs, et une plaquette en or pour chaque joueur.

## Podium
| Médaille | Pays                                        | Club                      |
| -------- | ------------------------------------------- | ------------------------- |
| Or       | Équipe mixte ( Grande-Bretagne/ États-Unis) | Foxhunter Hurlingham      |
| Argent   | Équipe mixte ( Grande-Bretagne/ États-Unis) | Blo Polo Club Rugby       |
| Bronze   | Équipe mixte ( France/ Grande-Bretagne)     | Polo Club de Paris        |
| Bronze   | Équipe mixte ( États-Unis/ Mexique)         | Mexico national polo team |

## Le tournoi
|  | Quarts-de-finale 28 mai | Quarts-de-finale 28 mai      |                       |   | Demi-finales 31 mai | Demi-finales 31 mai |  |  | Finale 2 juin | Finale 2 juin |
|  | Quarts-de-finale 28 mai | Quarts-de-finale 28 mai      |                       |   | Demi-finales 31 mai | Demi-finales 31 mai |  |  | Finale 2 juin | Finale 2 juin |
|  |                         |                              |                       |   |                     |                     |  |  |               |               |
|  |                         |                              |                       |   |                     |                     |  |  |               |               |
|  |                         |                              |                       |   |                     |                     |  |  |               |               |
|  | Foxhunters Hurlingham   | 10                           |                       |   |                     |                     |  |  |               |               |
|  | Foxhunters Hurlingham   | 10                           |                       |   |                     |                     |  |  |               |               |
|  | Compiègne Polo Club     | 0                            |                       |   |                     |                     |  |  |               |               |
|  | Compiègne Polo Club     | 0                            | Foxhunters Hurlingham | 6 |                     |                     |  |  |               |               |
|  |                         |                              | Foxhunters Hurlingham | 6 |                     |                     |  |  |               |               |
|  |                         | Bagatelle Polo Club de Paris | 4                     |   |                     |                     |  |  |               |               |
|  |                         | Bagatelle Polo Club de Paris | 4                     |   |                     |                     |  |  |               |               |
|  |                         |                              |                       |   |                     |                     |  |  |               |               |
|  |                         |                              |                       |   |                     |                     |  |  |               |               |
|  | Foxhunters Hurlingham   | 3                            |                       |   |                     |                     |  |  |               |               |
|  | Foxhunters Hurlingham   | 3                            |                       |   |                     |                     |  |  |               |               |
|  |                         | Polo Club Rugby              | 1                     |   |                     |                     |  |  |               |               |
|  |                         | Polo Club Rugby              | 1                     |   |                     |                     |  |  |               |               |
|  |                         |                              |                       |   |                     |                     |  |  |               |               |
|  |                         |                              |                       |   |                     |                     |  |  |               |               |
|  | Polo Club Rugby         | 8                            |                       |   |                     |                     |  |  |               |               |
|  | Polo Club Rugby         | 8                            |                       |   |                     |                     |  |  |               |               |
|  |                         | Mexique                      | 0                     |   |                     |                     |  |  |               |               |
|  |                         | Mexique                      | 0                     |   |                     |                     |  |  |               |               |
|  |                         |                              |                       |   |                     |                     |  |  |               |               |
|  |                         |                              |                       |   |                     |                     |  |  |               |               |
|  |                         |                              |                       |   |                     |                     |  |  |               |               |

## Les effectifs

### Foxhunters Hurlingham
- John Beresford (GBR)
- Denis St. George Daly (GBR)
- Foxhall Parker Keene (USA)
- Frank MacKey (USA)
- Sir Alfred Rawlinson (GBR)

### BLO Polo Club Rugby
- Walter Buckmaster (GBR)
- Frederick Freake (GBR)
- Jean de Madre (FRA)
- Walter McCreery (USA)

### Bagatelle Polo Club de Paris
- Robert Fournier-Sarlovèze (FRA)
- Frederick Agnew Gill (GBR)
- Maurice Raoul-Duval[1] (FRA)
- Édouard de Rothschild (FRA)

### Mexico national polo team
- Eustaquio de Escandón y Barrón (MEX)
- Manuel Escandón y Barrón (MEX)
- Pablo de Escandón y Barrón (MEX)
- Guillermo Hayden Wright (USA)

### Compiègne Polo Club
- Armand de La Rochefoucauld, duc de Bisaccia
- Jean Boussod
- A. Fauquet-Lemaître
- Maurice Raoul-Duval[1]